# Allan Moyle
Allan Moyle (Shawinigan, Quebec, 30 de noviembre de 1946) es un guionista y director de cine canadiense, cuyos mayores éxitos fueron las películas Pump Up the Volume (1990) y Empire Records (1995).

## Biografía
Formado en la Universidad McGill de Montreal y el Barn Theatre de New London en New Hampshire, debutó en el cine con The Rubber Gun (1977) pero su primer gran éxito llegó con Times Square (1980), protagonizada por Robin Johnson, Trini Alvarado y Tim Curry. La película cuenta la historia de dos adolescentes que se escapan de un centro psiquiátrico de Nueva York y forman una banda de Punk Rock. Durante la edición de la película se enfrentó con el productor Robert Stigwood, que supuestamente quería eliminar escenas de diálogo y reemplazarlas por secuencias musicales, con el objetivo de publicar la banda sonora de la película en un doble álbum. Moyle se mostró en desacuerdo y se negó a hacer los cortes, pero finalmente el propio Stigwood se encargó de llevar a cabo la edición final, tal como era su deseo.
Durante los años 80, Moyle escribió una novela que nunca fue publicada pero que sirvió de base para crear el guion de su película más aclamada Pump Up the Volume, estrenada en 1990.
Durante los siguientes años dirigió títulos como The Gun in Betty Lou's Handbag (1992), Empire Records (1995), New Waterford Girl (1999), por la que recibió el premio al mejor director en los Canadian Comedy Award de 2001, XChange, Jailbait (2000) y Man in the Mirror: The Michael Jackson Story (2004). Su película Weirdsville, protagonizada por Taryn Manning, abrió el Slamdance Film Festival en enero de 2007

## Filmografía
- Montreal Main (1974, actor/guionista)
- East End Hustle (1976, actor/guionista)
- Outrageous! (1977, actor)
- The Rubber Gun (1977) (Director)
- Times Square (1980) (Director)
- Pump Up the Volume (1990) (Director/guionista)
- Red Blooded American Girl (1990) (guionista)
- The Gun in Betty Lou's Handbag (1992) (Director)
- Love Crimes (1992)
- The Thing Called Love (1993)
- Empire Records (1995) (Director)
- Exhibit A: Secrets of Forensic Science (1997) (TV)
- New Waterford Girl (1999) (Director)
- Jailbait (2000) (TV) (Director)
- XChange (2000) (Director)
- Say Nothing (2001) (Director)
- Man in the Mirror: The Michael Jackson Story (2004) (TV) (Director)
- Weirdsville (2007) (Director)